# Valdivianska tempererade regnskogarna
Valdivianska tempererade regnskogarna är en typ av tempererad regnskog, belägen huvudsakligen i Chile. Dessa skogar ligger i den södra delen av Chile, ca 900 km söder om huvudstaden Santiago de Chile. En liten del detta skogsområde sträcker sig in i Argentina. Skogarna är en del av Neotropiska regionen och är uppkallade efter staden Valdivia. Totala arean är 248 100 kvadratkilometer.

## Beskrivning
De Valdivianska tempererade regnskogarna kännetecknas av sin täta undervegetation av bambu, ormbunkar, och för att mestadels domineras av vintergröna angiospermträd med några lövfällande exemplar, men barrväxter är också vanliga.
Tempererade regnskogar innefattar en relativt smal kustremsa mellan Stilla havet i väster och södra Anderna i öster, från cirka 37° till 48° sydlig latitud.
En stor del av denna ekoregion täcktes av den patagoniska inlandsisen och andra glaciärer under den senaste istiden. Glaciärerna härstammar från Anderna, och många av sjöarna i ekoregions centrala del var ursprungligen glaciärdalar. Regionens södra del har många fjordar som eroderats ut av glaciärer.